# Sharp Edges
Sharp Edges – dziesiąty oraz ostatni utwór pochodzący z siódmego albumu studyjnego amerykańskiego zespołu rockowego Linkin Park – One More Light (2017). Autorami utworu są: gitarzysta Brad Delson, keyboardzista/gitarzysta/wokalista Mike Shinoda oraz jeden z gości pojawiających się na albumie – Ilsey Juber. Jest to także ostatnia piosenka nagrana z głównym wokalistą grupy, przed jego samobójczą śmiercią.

## Tematyka i kompozycja
Piosenka jest utrzymana w gamie d-moll. Stylistycznie, nawiązuje do stylu pop-rocka z elementami electropopu, folk rocka, indie rocka oraz soft rocka. Utwór opowiada prawdopodobnie o trudnej przeszłości wokalisty Chestera Benningtona a także o tym, jak „ranił” swoich rówieśników oraz nigdy nie słuchał swojej mamy, a także, że mamy się uczyć tego, co nas nie zabije, to nas wzmocni. Głównym instrumentem w piosence, podobnie jak w przypadku utworów The Little Things Give You Away z albumu Minutes To Midnight (2007) oraz The Messenger z płyty A Thousand Suns (2010), jest gitara akustyczna (chociaż można czasami usłyszeć gitarę elektryczną). Utwór jest jedną z krótszych piosenek pojawiających się na krążku.

## Twórcy

### Linkin Park
- Chester Bennington – wokale główne
- Brad Delson – gitara, gitara akustyczna
- Mike Shinoda – syntezator, chórki
- Dave Farrell – gitara basowa
- Joe Hahn – sampler, programowanie, miksowanie
- Rob Bourdon – perkusja

### Pozostali muzycy
- Ilsey Juber – chórki

## Wersja zOne More Light Live
Zimą tego samego roku, została wydana specjalna akustyczna wersja utworu, nagrana na potrzeby albumu koncertowego One More Light Live (2017), która jest wykonywana tylko przez Chestera (wokale i gitara) oraz Brada (gitara akustyczna). W takiej wersji, dwóch członków formacji Linkin Park wykonywało tę piosenkę przez całą trasę One More Light Tour. Jest to także jeden z trzech utworów z tego albumu, w wersji akustycznej (obok „Crawling” oraz „One More Light”). Do tego utworu oraz do „Crawling” powstały teledyski promocyjne, skrócone na potrzeby danych singli o kilkadziesiąt sekund (w przypadku obu utworów). W czasie wykonywania tej piosenki, Chester pomylił się raz w tekście oraz dwa razy zaśpiewał początkowe zwrotki w nieodpowiednim czasie (prawdopodobnie stracił panowanie nad czasem), ale nie popełnił więcej tych samych błędów, co podczas tego wykonania. Dzięki tej wersji, piosenka stała się nawet bardziej emocjonalna od oryginalnego, studyjnego wykonania.

### Lista utworów
- Crawling (One More Light Live – single version) – 4:02
- Crawling (One More Light Live – album version) – 4:48

### Twórcy
- Chester Bennington – wokale, gitara
- Brad Delson – gitara akustyczna